# 小田倉康太
小田倉康太（1995年10月30日—），日本足球運動員，司職後衛，現效力新南威爾士州乙級聯賽球隊North West Sydney Spirit FC，2024年2月加入香港超級足球聯賽深水埗足球隊。

## 外部連結
- 小田倉康太的Facebook專頁
- 小田倉康太的X（前Twitter）
- 小田倉康太的Instagram帳戶